# Dni wina i róż
Dni wina i róż (ang. Days of Wine and Roses) – amerykański dramat obyczajowy z 1962 roku w reżyserii Blake’a Edwardsa.

## Fabuła
Joe Clay (Jack Lemmon) jest najwyższej klasy specem od public relations. Czegokolwiek klient by sobie nie zażyczył, Joe jest w stanie zorganizować - począwszy od tańczących dziewcząt aż do artykułu na pierwszych stronach renomowanego magazynu. Nieodłączną częścią tej pracy są firmowe imprezy i spotkania biznesowe przy kieliszku. Pewnego dnia Joe poznaje uroczą sekretarkę Kristen (Lee Remick), która posiada ogromną słabość do czekolady. Pomiędzy nimi szybko rodzi się uczucie, mające finał przed ołtarzem. Jednak wspólne życie dalekie jest od sielanki. Joe coraz częściej zagląda do kieliszka i zatraca się w uzależnieniu, stopniowo wciągając w nie żonę.

## Obsada
- Lee Remick – Kirsten Arnesen Clay
- Jack Lemmon – Joe Clay
- Charles Bickford – Ellis Arnesen
- Jack Klugman – Jim Hungerford
- Alan Hewitt – Rad Leland
- Tom Palmer – Ballefoy
- Debbie Megowan – Debbie Clay
- Maxine Stuart – Dottie
- Jack Albertson – Trayner
- Ken Lynch – Właściciel sklepu monopolowego